# Bewaarneming
Bewaarneming is een juridische term in Nederland. Het is een bijzondere overeenkomst, geregeld in titel 9 van boek 7 van het Burgerlijk Wetboek. Bewaarneming is de overeenkomst waarbij de ene partij, de bewaarnemer, zich tevenover de andere partij, de bewaargever, verbindt, een zaak die de bewaargever hem toevertrouwt of zal toevertrouwen, te bewaren en terug te geven (art. 7:600 BW). Omdat de overeenkomst van bewaarneming bij een partij een verplichting oproept, zonder dat hier van de zijde van de wederpartij een tegenprestatie tegenover staat, wordt zij een eenzijdige overeenkomst genoemd.
De hoofdverplichting van de bewaarnemer bestaat uit het bewaren en teruggeven. Daarbij moet de bewaarnemer bij de bewaring de zorg van een "goed bewaarder" in acht nemen (art. 7:602 BW). Dat kan betekenen, dat de bewaarder aansprakelijk is voor de schade die ontstaat, als hij de zaak niet aan de rechthebbende kan teruggeven doordat deze verloren is gegaan door brand of is gestolen. In het algemeen is daarvan geen sprake, als de bewaarder alle in redelijkheid van hem verlangde veiligheidsmaatregelen heeft genomen. Of de bewaarder verplicht is de zaak te verzekeren is in het algemeen afhankelijk van de hoogte van het bewaarloon. Professionele bewaarnemers hebben recht op bewaarloon (art. 7:601 BW). Titel 9 van boek 7 BW bevat regelend recht. Dat betekent dat het partijen vrijstaat om van de wet afwijkende afspraken te maken.

## Opslag van goederen
De opslag van goederen is tussen professionele partijen vaak geregeld in standaardovereenkomsten, waarin verwezen wordt naar algemene voorwaarden. Bekend zijn onder meer:
- De Veemcondities Amsterdam Rotterdam 1994
- De Nederlandse Opslagvoorwaarden (FENEX) 1995